# بازی‌های ذهن (مجموعه تلویزیونی)
بازی‌های ذهن (انگلیسی: Brain Games) مجموعهٔ تلویزیونی آمریکایی آموزشی و علمی مردمی است که پخش آن از سال ۲۰۱۱ آغاز شد و همچنان ادامه دارد. این برنامهٔ علمی علوم شناختی را با تمرکز بر وهم و روان‌شناسی تجربی می‌کاود. این برنامه که از نشنال جئوگرافیک پخش می‌شد با یک‌ونیم میلیون بیننده در قسمت اول آن رکورد برنامه‌های این شبکه را شکست.
نیل پاتریک هریس در فصل یکم راوی برنامه بود ولی در فصل دوم جیسون سیلوا جایگزین آن شد.
در ایران، این برنامه از شبکه سلامت پخش شد.